# Sainte-Marie-Kerque
Sainte-Marie-Kerque là một xã ở tỉnh Pas-de-Calais, vùng Hauts-de-France, Pháp.

## Địa lý
Sainte-Marie-Kerque có cự ly khoảng 8 mile (13 km) to the về phía đông Calais trên đường D224E1 và D218E1.

## Dân số
| 1962                                                         | 1968 | 1975 | 1982 | 1990 | 1999 | 2006 |
| ------------------------------------------------------------ | ---- | ---- | ---- | ---- | ---- | ---- |
| 1181                                                         | 1228 | 1224 | 1323 | 1322 | 1412 | 1537 |
| Số liệu điều tra dân số từ năm 1962, dân số chỉ tính một lần |      |      |      |      |      |      |

## Địa điểm nổi bật
- Nhà thờ Notre-Dame, thế kỷ 15.
- Nhà thờ St.Nicholas, thế kỷ 19.
- The Château du Wetz.